# Centrolabrus
Centrolabrus is een geslacht van straalvinnige vissen uit de familie van lipvissen (Labridae). Het geslacht is voor het eerst wetenschappelijk beschreven in 1861 door Günther.

## Soorten
- Centrolabrus exoletus (Linnaeus, 1758)
- Centrolabrus caeruleus Azevedo, 1999
- Centrolabrus trutta (Lowe, 1834)